# Guglielmo Capacchi
Guglielmo Capacchi (Parma, 12 giugno 1931 – Parma, 7 ottobre 2005) è stato uno storico, linguista e scrittore italiano.
Fu professore di ungherese presso l'Università di Bologna.

## Gli studi di ungarologia
Ha frequentato nella sua città il Liceo statale Romagnosi e quindi la Facoltà di Lingue e Letterature Straniere dell'Università di Bologna. Laureatosi nel 1956 con una tesi sul teatro di Ferenc Herczeg, insegnò materie letterarie nella Scuola di Avviamento di Noceto (1960-1962). Nell'anno accademico 1962-63 è stato assistente di Lingua e Letteratura Ungherese e dall'anno accademico successivo professore incaricato. 
Succeduto nel 1964 al prof. Várady come direttore del seminario di Filologia Ugro-Finnica, dal  novembre 1973  è diventato incaricato e nel 1982 professore associato, confermato fino al 1986; nel frattempo (1966) ha conseguito la libera docenza di Lingua e Letteratura Ungherese, confermata nel 1972. Nell'anno accademico 1963-64 ha dato l'avvio all'insegnamento di Lingue ugrofinniche.
In questo contesto venne chiamato a dirigere l'Istituto Italiano di Cultura a Budapest ma, per intervenute incomprensioni con il regime allora vigente, ritornò in patria. Fu direttore della Rassegna di Studi Ugrofinnici dell'Università di Parma, collaboratore di varie opere scientifiche e enciclopediche, socio della Accademia Internazionale di Ungarologia e dell'Accademia Italo-Polacca “A. Mickiewicz”, fondatore dell'Associazione culturale italo-ungherese Taddeo Ugoleto. 
La sua produzione accademica va dagli studi di grammatica e filologia a quelli di folclore e religioni comparate. Fu inoltre ottimo traduttore dei grandi poeti ungheresi classici e contemporanei (si ricordino per tutte le sue traduzioni di Dezső Kosztolányi per Guanda), contribuendo alla loro conoscenza in Italia.

## L'interesse per la storia locale
La sua figura di intellettuale, tuttavia, non si esaurisce all'interno del contesto accademico. Coltivò per tutta la vita gli studi di storia locale e si dedicò per diletto alla pittura, alla fotografia e all'incisione, con uno spirito di erudizione enciclopedica che ha molto contribuito a renderlo un punto di riferimento fondamentale negli ambienti culturali della città.
Nella libreria della moglie in Borgo Giacomo Tommasini, era solito incontrare intellettuali, professori, studiosi di storia o semplici appassionati che cercassero notizie su Parma.
Come linguista e come "parmigiano del sasso" fu uno dei più profondi conoscitori del dialetto parmigiano, di cui approntò il primo Dizionario italiano-parmigiano pubblicato dall'editore Silva. Grazie a questa fruttuosa collaborazione videro la luce altri suoi fondamentali testi di storia e cultura locali.
Dalla sua spinta, unita a quella del professor Ghirardini e di altri soci fondatori, nacque nel 1971 l'Associazione delle Valli dei Cavalieri, punto d'incontro per la storia, la cultura, le tradizioni dell'Alta Val d'Enza e Val Cedra, di cui per lungo tempo ha curato la direzione dell'Annuario. Nello stesso spirito si interessò alla riscoperta e alla conservazione delle tradizioni e dei canti popolari delle Valli, portandoli all'attenzione degli studiosi internazionali di musicologia.

## Onorificenze
È stato insignito della croce di Cavaliere nell'Ordine di San Lodovico e nell'Ordine Costantiniano di San Giorgio. 
Nell'anno 2000 ha ricevuto dal Comune di Parma l'attestato di civica benemerenza del Premio Sant'Ilario per il ruolo fondamentale ricoperto nell'ambito degli studi locali.